# Marcignago
Marcignago – miejscowość i gmina we Włoszech, w regionie Lombardia, w prowincji Pawia.
Według danych na rok 2004 gminę zamieszkiwały 1923 osoby, 192,3 os./km².